# Auchecranon elegans
Auchecranon elegans är en fjärilsart som beskrevs av Emilio Berio 1978. Auchecranon elegans ingår i släktet Auchecranon och familjen nattflyn. Inga underarter finns listade i Catalogue of Life.